# Kožichovice
Kožichovice (dt.: Kozichowitz, Koschichowitz, Cosochwitz) liegt im Okres Třebíč etwa drei Kilometer südöstlich von Třebíč auf einer Seehöhe von 465 m. Der Geburtsort des Skipioniers Mathias Zdarsky mit 10,64 Quadratkilometern Fläche und 368 Einwohnern (3. Juli 2006) wurde erstmals 1104 erwähnt.